# Liliana Bonfatti
Liliana Bonfatti (* 27. Oktober 1930 in Ovada) ist eine italienische Schauspielerin.

## Leben
Nach der Übersiedlung aus ihrem Geburtsland Ägypten debütierte die dünne, nicht sehr große Darstellerin mit dem lebhaften, scharfen Blick und der intelligenten Ausstrahlung als eine von drei Protagonistinnen in Luciano Emmers Die Mädchen vom Spanischen Platz (1952). Ihre selbstironische Art ließ die den frechen Mädchen-Typ aus dem italienischen Norden verkörpernde Bonfatti einige Jahre einen der vorderen Plätze unter den zahlreichen Sternchen der 1950er Jahre einnehmen. Nach genau zehn Filmen in sechs Jahren war ihr künstlerisches Potential allerdings erschöpft und sie zog sich aus dem Filmgeschäft zurück.

## Filmografie (Auswahl)
- 1952: Die Mädchen vom Spanischen Platz (Le ragazze di piazza di Spagna)
- 1953: Für Dich hab’ ich gesündigt (Per salvarti ho peccato)
- 1953: Die von der ´Liebe` leben (Il mondo le condanna)
- 1956: Donatella – Junge Liebe in Rom (Donatella)